# ユニヴァーサル・スペース
ユニヴァーサル・スペース (Universal space) は、モダニズム建築の理念の一つで、内部空間を限定せず、自由に使えるようにしようとするもの。モダニズムの建築家ミース・ファン・デル・ローエの建築空間を指して使われた語。均質空間と訳されることもある。
西欧の伝統的な建築物は煉瓦や石で築かれ、部屋と部屋の間は厚い壁で仕切られていた。近代になって鉄骨造、鉄筋コンクリート造の構造によって、柱・天井・床の構成により広い空間を取ることができるようになった。
ミース・ファン・デル・ローエはイリノイ工科大学のクラウンホール（1956年）において鉄骨造で内部に柱のない220×120フィートの広い空間を達成し、シーグラム・ビルディング（1958年）ではガラス貼りの超高層ビルで内部に柱のない広いオフィス空間を造った。ミースはクリア・スパン構造と呼んだが、一般にユニヴァーサル・スペースとして広まった。
事務所建築では、各階を柱・壁の少ない広い空間としてパーティションなどで適宜区切ることにより、各部署がその時々の組織変更（定員の増減）にも対応できるようになった。
日本では、丹下健三の旧東京都庁舎（1957年）が早い導入例として知られる。
ポストモダンの建築家からは、無機質な空間を生み出したとして批判を受けた。